# Phorica
Phorica là một chi bướm đêm thuộc họ Erebidae.